# Antonis Fotsis
Antonis Fotsis (Grčki: Αντώνης Φώτσης; Atena, 1. travnja 1981.) grčki je profesionalni košarkaš. Igra na poziciji krilnog centra, a trenutačno je član grčkog Panathinaikosa. Izabran je u 2. krugu (48. ukupno) NBA drafta 2001. od strane Memphis Grizzliesa. 

## Karijera
Karijeru je započeo 1996. u grčkom Ilisiakosu. 1997. prelazi u redove Panathinaikosa. S Panathinaikosom je u sezoni 1999./00. osvojio Euroligu. Na NBA draftu 2001. izabran je u 2. krugu (48. ukupno) od strane Memphis Grizzliesa. U NBA je odigrao samo jednu sezonu i u dresu Grizzliesa sakupio 28 nastupa. Prosječno je po susretu postizao 3.9 poena i 2.2 skoka. Najbolju utakmicu odigrao je 19. siječnja 2002. kada je momčadi Orlando Magica zabio 21 poen. 2002. natrag s vraća u Europu i potpisuje sa svojim bivšim klubom Panathinaikosom iz Atene. Sljedeće sezone odlazi u španjolskog ACB ligaša Reala iz Madrida. Od 2005. do 2008. bio je član ruskog Dinama iz Moskve. U ljeto 2008. natrag se po treći puta vraća u redove grčkog Panathinaikosa. S njim je osvojio Euroligu 2008./09., pobijedivši u finalu rusku CSKA Moskvu.

## Grčka košarkaška reprezentacija
Bio je član grčke reprezentacije koja je na Europskom prvenstvu u Poljskoj 2009. osvojila brončanu medalju.

## Vanjske poveznice
- Profil na NBA.com
- Profil na Euroleague.net
- Profil  Arhivirana inačica izvorne stranice od 6. listopada 2013. (Wayback Machine) na Draftexpress.com
- Profil  Arhivirana inačica izvorne stranice od 29. lipnja 2011. (Wayback Machine) na Basketball-Reference.com